# Salinello
Salinello (latin Serinus, ibland även Salinum) är en flod i den italienska regionen Abruzzo. Den är 45 kilometer lång och rinner bland annat genom kommunerna Civitella del Tronto, Bellante och Mosciano Sant'Angelo. Den utgör också gränsen mellan kommunerna Giulianova och Tortoreto innan den rinner ut i Adriatiska havet.